# Francesco Filippuzzi
Francesco Filippuzzi (* 8. September 1824 in San Daniele del Friuli, Königreich Lombardo-Venetien, Kaisertum Österreich; † 22. Juli 1886 in Padua, Königreich Italien) war ein österreichisch-italienischer Chemiker.

## Leben und Wirken
Filippuzzi studierte in Deutschland und Wien. 1852 wurde er an der Universität Padua promoviert. Von 1853 bis 1859 bildete er sich weiter, in Wien, bei Robert Wilhelm Bunsen in Heidelberg, bei August Wilhelm Hofmann in London und bei Carl Remigius Fresenius in Wiesbaden. 1853 arbeitete er im Laboratorium der Schottenfelder Realschule in Wien. 1855 berichtete er über das Verhalten von Paraffin. 1858 wurde er außerordentlicher Professor für Chemie an der Universität Padua und Direktor des dortigen Laboratoriums. Sein Auftrag war es, praktischer Unterricht nach deutschem Vorbild einzuführen. Im Studienjahr 1861/62 war er Dekan der Philosophischen Fakultät. 1864 wurde er zum ordentlichen Professor für Allgemeine Chemie ernannt. Filipuzzi konzentrierte sich auf sein Lehramt und betrieb keine Forschung mehr. 1875 war er Präsident der Classe Chimica e Mineralogia der Società Italiana per il Progresso delle Scienze.

## Schriften
- Della sostituzione dell’ossido di zinco al carbonato di piombo nella pittura ad olio e generalmente della possibilità di adoperare i colori a base di zinco in sostituzione dei colori a base di piombo. Tesi inaugurale. („Von der Substitution von Bleicarbonat durch Zinkoxid in der Ölmalerei und allgemein von der Möglichkeit, Farben auf Zinkbasis anstelle von Farben auf Bleibasis zu verwenden.“) Inauguralarbeit. Bianchi, Padua 1852 (Dissertation, Universität Padua, 1852; archive.org, unvollständig).
- Della Paraffina. In: Sitzungsberichte der Kaiserlichen Akademie der Wissenschaften in Wien. Mathematisch-Naturwissenschaftliche Classe, Bd. 17, 1855, S. 425–439 (Digitalisat).
- Indagine chimica sopra l’aqua della fonte Felsinea in Valdagno. („Chemische Untersuchung des Wassers der Felsinea-Quelle in Valdagno.“) In: Sitzungsberichte der Mathematisch-Naturwissenschaftliche Classe der Kaiserlichen Akademie der Wissenschaften. Bd. 21, 1856, S. 561–585 (Digitalisat).